# Lohhof (Heuerßen)

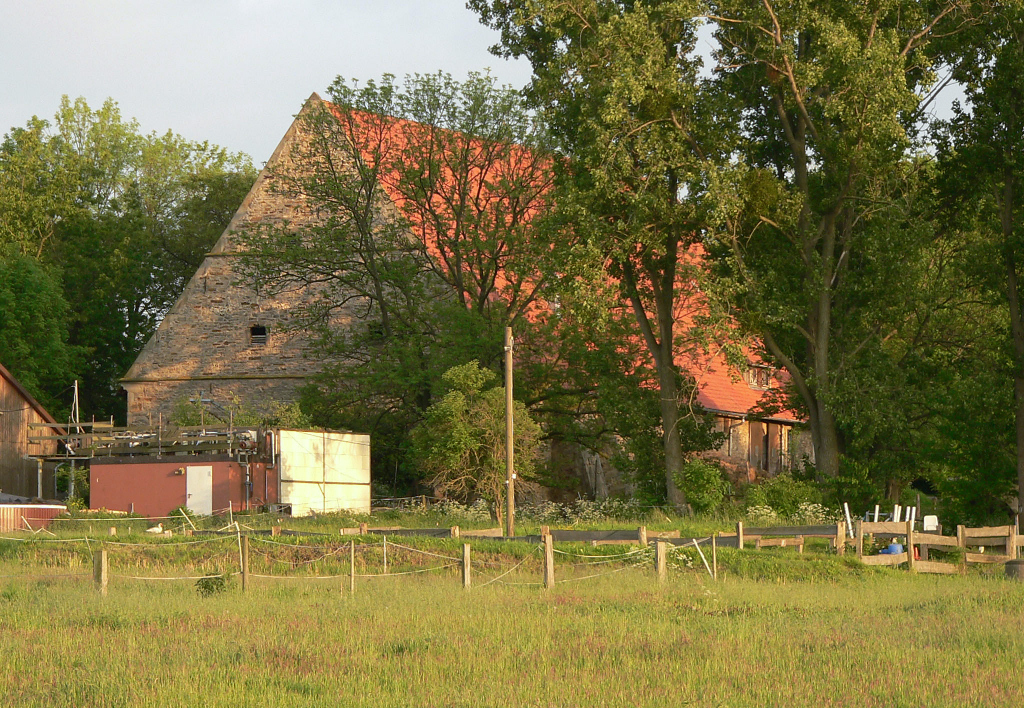
Historisches Stallgebäude des Lohhofes

Der Lohhof ist ein Gutshof bei Heuerßen in Niedersachsen, der 1293 erstmals erwähnt wurde. Ende des 14. Jahrhunderts erfolgte ein Ausbau zur Burg, die der Grafschaft Schaumburg als Grenzburg zu den Besitzungen der Grafen von Roden diente. Später wurde daraus ein gräfliches Vorwerk, das noch heute landwirtschaftlich genutzt wird. Die Hofanlage liegt nördlich der B 65 zwischen Stadthagen und Beckedorf.

## Geschichte
1293 wurde der Lohhof unter der Bezeichnung curiam Lohof als Meierhof im Besitz des Klosters Loccum erwähnt. Ende des 14. Jahrhunderts wurde der Hof nach einem Übereinkommen von Graf Otto I. von Schaumburg mit Herzog Albrecht von Sachsen zur Burg ausgebaut. Sie wurde zwar als Schloss (Slot) bezeichnet, diente aber als Bollwerk gegen die benachbarte Grafschaft Wunstorf der Grafen von Roden. Graf Otto I. von Schaumburg und der Herzog Albrecht von Sachsen trugen die Baukosten gemeinsam und besaßen die Befestigungsanlage je zur Hälfte. Das frühere Aussehen der Burg ist nicht bekannt. Sie lag nahe dem Hellweg, der etwa entlang der heutigen B 65 verlief. Weitere Informationen zur Burg, die vermutlich nur kurze Zeit bestand, sind nicht bekannt. Die Anlage entwickelte sich um 1600 für die Grafen von Schaumburg zu einem Vorwerk des Schlosses Stadthagen und versorgte Stadthagen mit Milch. Auf dem Hof wirtschafteten wechselnde Pächter. 1885 wird der Lohhof als Gutsbezirk im Landratsamtsbezirk Stadthagen-Hagenburg bezeichnet. 1922 übertrug Fürst Adolf von Schaumburg den Lohhof, der dann unter „Staatliche Meierei Lohhof“ firmierte, an den Freistaat Schaumburg-Lippe. 1928 erfolgte die Eingliederung des Lohhofes in die Gemeinde Heuerßen. 1939 wird die Hofanlage als „Domäne Lohhof“ bezeichnet.
Nach dem Zweiten Weltkrieg gehörte der Lohhof ab 1946 dem Land Niedersachsen, dass den vorherigen schaumburg-lippischen Eigentümern dafür jährliche Geldzahlungen leistete. 1979 ging das Eigentum am Hof an den Landkreis Schaumburg über.
Seit 1924 steht der Lohhof im Besitz einer Pächterfamilie, deren heutiger Vertreter den Hof seit 1985 in der 3. Generation führt. Seit 1992 wird die Hofanlage als landwirtschaftlicher Betrieb im Anbauverband Bioland geführt. 1998 erwarb der heutige Pächter den Lohhof vom Landkreis Schaumburg. Der Lohhof betreibt einen Hofladen und Pensionspferdehaltung.
Einige der heutigen Gebäude des Lohhofes entstanden bereits im 16. Jahrhundert. Eine wahrscheinlich in dieser Zeit errichtete Scheune im Renaissancestil weist ein trutziges Mauerwerk auf, das seitlich durch massive Strebepfeiler abgestützt ist. Das Hauptwohngebäude war von einem heute verlandeten Wassergraben umgeben.